# Videm pri Ptuju
Videm pri Ptuju este o localitate din comuna Videm, Slovenia, cu o populație de 451 de locuitori.